# Max Lemke
Pour les articles homonymes, voir Lemke.
Ne doit pas être confondu avec Max Lemke (1996), kayakiste de course en ligne.
Max Lemke, né le 7 avril 1895 à Schwedt et mort le 29 mai 1985 à Hanovre, était un Generalmajor allemand au sein de la Heer dans la Wehrmacht pendant la Seconde Guerre mondiale.
Il a reçu la croix de chevalier de la croix de fer (en allemand : Ritterkreuz des Eisernen Kreuzes ). Cette décoration est attribuée pour un acte de bravoure extrême sur le champ de bataille ou un commandement avec un succès militaire.

## Biographie
Max Lemke s'engage comme volontaire de guerre le 12 mai 1914 dans le 13e régiment d'uhlans (Hanovre) de la cavalerie et sert comme officier pendant la Première Guerre mondiale. 
Il est, à partir du 8 février 1944, le dernier commandant de la 1re division Fallschirm-Panzer Hermann Göring, division blindée de la Luftwaffe.

## Décorations
- Croix de fer (1914)
  - 2e Classe
  - 1re Classe
- Croix d'honneur
- Agrafe de la Croix de fer (1939)
  - 2e Classe
  - 1re Classe
- Médaille du Front de l'Est
- Croix allemande en Or (23 juin 1942)
- Croix de chevalier de la Croix de fer
  - Croix de chevalier le 18 octobre 1941 en tant que Oberst et commandant de l'Aufklärungs-Abteilung 17[1]